# Agorafilia
Agorafilia (łac. agora ‘miejsce zgromadzeń’, ‘rynek’) – odczuwanie satysfakcji seksualnej jedynie w miejscach publicznych.